# Terremoto di Pompei del 62
Il terremoto di Pompei è stato un evento sismico che si è verificato il 5 febbraio 62, con epicentro nella zona vesuviana, precisamente a Stabia, di magnitudo intorno al V-VI grado della scala Mercalli. Descritto anche da Lucio Anneo Seneca, il terremoto provocò numerosi danni alle città di Pompei, Ercolano e Stabia.

## Storia e descrizione
Il terremoto è stato registrato il 5 febbraio del 62 e l'epicentro è stato localizzato all'interno di una faglia sul lato meridionale del Vesuvio, nei pressi della zona stabiana: è stato ipotizzato che questo terremoto potesse essere collegato alla futura eruzione del Vesuvio del 79, ma tale supposizione non è stata mai confermata. Il terremoto ebbe un'intensità stimata tra il V ed il VI grado della scala Mercalli e si verificò ad una profondità di circa sei o sette km. Dopo la scossa principale ne seguirono altre di assestamento nei giorni successivi. Le città che subirono la maggior parte dei danni furono ovviamente quelle nelle vicinanze dell'epicentro e quindi Pompei, Ercolano e Stabiae, ma altri danni si verificarono anche a Napoli e Nocera. Numerosi furono i crolli, così come testimoniato dagli scavi archeologici, tanto che al momento dell'eruzione del 79, numerosi edifici erano ancora disabitati ed in fase di ristrutturazione oppure presentavano segni di recenti ammodernamenti: addirittura nella casa di Lucio Cecilio Giocondo, sono stati ritrovati dei bassorilievi che riproducono il Foro, Porta Vesuvio e il tempio di Giove, a seguito dei danni subiti dal terremoto. Anche Lucio Anneo Seneca parlò del terremoto del 62 nel sesto libro delle Naturales quaestiones, dedicato proprio agli eventi sismici:
Dal libro si apprende della morte di un gregge di seicento pecore dovuto agli effetti di gas asfissianti, mentre poco o nulla si conosce su possibili perdite di vite umane.